# مانويل دي بريتو فيليو
مانويل دي بريتو فيليو (بالبرتغالية: Obina‏) (31 يناير 1983 في البرازيل – )؛ هو لاعب كرة قدم كان يلعب كمهاجم.

## وصلات خارجية
- مانويل دي بريتو فيليو على موقع رابطة كرة القدم اليابانية للمحترفين (اليابانية)
- مانويل دي بريتو فيليو على موقع قاعدة بيانات كرة القدم.إي يو (الإنجليزية)
- مانويل دي بريتو فيليو على موقع Soccerway.com (الإنجليزية)
- مانويل دي بريتو فيليو على موقع عالم كرة القدم.نت (الإنجليزية)